# Suutarinsaari (ö i Mellersta Finland, Jyväskylä)
Suutarinsaari är en ö i Finland. Den ligger i sjön Nurminen och i kommunen Laukas i den ekonomiska regionen  Jyväskylä ekonomiska region  och landskapet Mellersta Finland, i den centrala delen av landet, 260 km norr om huvudstaden Helsingfors. Öns area är 0,9 hektar och dess största längd är 200 meter i nord-sydlig riktning.